# Huang Chao
Huang Chao (835-13 de julio de 884) fue un contrabandista, soldado y rebelde chino, conocido principalmente por ser el líder de una gran rebelión que debilitó gravemente a la dinastía Tang.
Huang era un contrabandista de sal antes de unirse a la rebelión de Wang Xianzhi a mediados de la década de 870. Después de separarse de Wang, su ejército se volvió hacia el sur y conquistó Guangzhou. En 881, sus tropas capturaron la capital Chang'an, lo que obligó al emperador Xizong de Tang a huir. Huang se proclamó emperador de Qi, pero fue derrotado por el ejército Tang dirigido por el jefe de los shatuo Li Keyong en 883 y obligado a abandonar Chang'an. Tras sucesivas derrotas, incluidas las de sus exsubordinados Zhu Wen y Shang Rang, que se habían rendido a los Tang, Huang fue asesinado por su sobrino Lin Yan.

## Antecedentes
La dinastía Tang, establecida en el 618 d. C., ya había pasado su edad de oro y entró en su largo declive comenzando con la rebelión por parte del general sogdiano An Lushan. El poder de los jiedushi o gobernadores militares provinciales aumentó enormemente después de que las tropas imperiales aplastaran a los rebeldes. La disciplina de estos generales también decayó a medida que aumentaba su poder, a la vez que crecía el resentimiento de la gente común contra la incapacidad del gobierno y sus quejas estallaban en varias rebeliones a mediados del siglo IX. Muchos agricultores empobrecidos, terratenientes y comerciantes gravados con impuestos, así como muchos grupos que se dedicaban al contrabando de sal, formaron la base de las rebeliones antigubernamentales de este período. Wang Xianzhi y Huang Chao fueron dos de los líderes rebeldes importantes durante esta era.
No se sabe cuándo nació Huang, pero se sabe que era de Yuanqu (en el actual distrito de Mudan de Heze, Shandong). Su familia habían sido contrabandistas de sal durante generaciones (impulsado luego ya que el comercio de sal fue oficialmente monopolizado por el estado desde la rebelión de An Lushan), y la familia Huang se hizo rica gracias al contrabando. Se dijo que Huang era capaz de manejar la espada, montar a caballo y tirar con arco con soltura, y era hábil en la escritura y  la retórica. Usó su riqueza para acoger a hombres desesperados que luego le sirvieron. Tenía al menos un hermano mayor, Huang Cun (黃存), y no menos que seis hermanos menores, Huang Ye (黃鄴) o Huang Siye (黃思鄴), Huang Kui (黃揆), Huang Qin (黃欽), Huang Bing (黃秉), Huang Wantong (黃萬通) y Huang Sihou (黃思厚). Participó repetidamente en los exámenes imperiales, pero no pudo aprobarlos, y luego decidió rebelarse contra el gobierno Tang.

## Rebelión

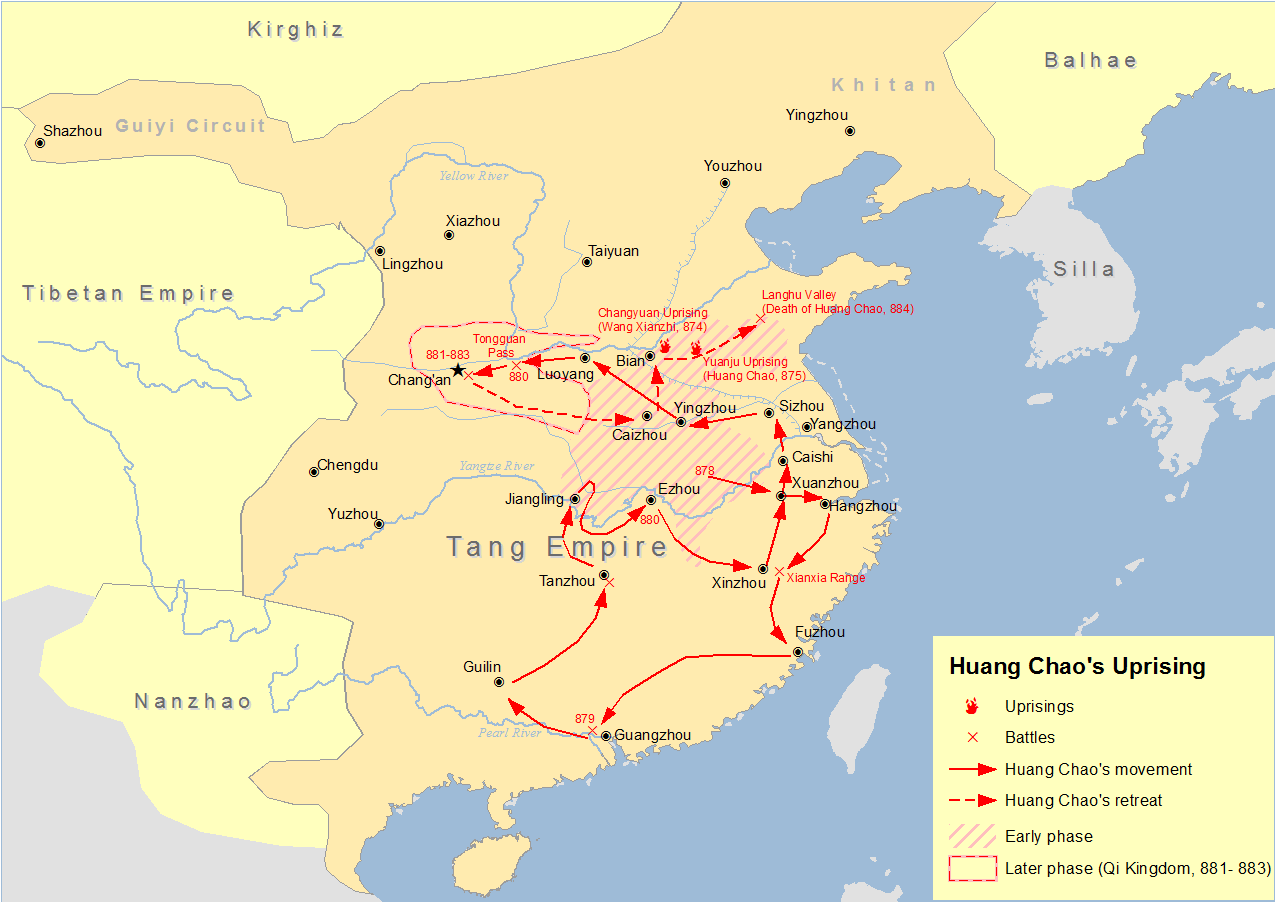
Mapa de los levantamientos de Huang Chao y Wang Xianzhi contra los Tang, con Yuanqu marcado como «Yuanju».

### Uniendo fuerzas con Wang Xianzhi
A finales de la era Xiantong (860-874) del emperador Yizong, se produjeron graves sequías e inundaciones que provocaron una terrible hambruna. A pesar de esto, el gobierno imperial Tang ignoró en gran medida a las víctimas de estos desastres naturales; en lugar de otorgar exenciones de impuestos para las áreas afectadas, se aumentaron los impuestos para financiar el lujoso estilo de vida del emperador Yizong y las campañas militares. Como resultado, los sobrevivientes se agruparon en bandas y se levantaron para resistir contra el gobierno Tang.
En 874, Wang Xianzhi (quien, como Huang Chao, era un contrabandista de sal) y Shang Junzhang (尚君長) formaron un ejército en Changyuan (長垣, en la actual Xinxiang, Henan). En 875 había derrotado repetidamente a Xue Chong (薛崇), el gobernador militar del Circuito de Tianping (天平, con sede en la actual Tai'an, Shandong) en la batalla. En este punto, Huang también había reunido a varios miles de hombres y unió fuerzas con las ahora veteranas tropas de Wang. Para entonces, el emperador Yizong había muerto y su joven hijo, el emperador Xizong, gobernaba.
A fines de 876, se buscó que Wang aprovechara sus victorias en una sumisión pacífica a la autoridad de Tang, en la que sería tratado generosamente por el trono. Esto fue mediado por el funcionario de Tang, Wang Liao (王鐐), un pariente cercano del canciller Wang Duo, y Pei Wo (裴偓) el prefecto de la prefectura de Qi (蘄州, en la actual Huanggang, Hubei). Bajo la insistencia de Wang Duo, el emperador Xizong encargó a Wang Xianzhi un oficial del Ejército Imperial de Shence Izquierdo (左神策軍) y entregó la comisión a la prefectura de Qi. Sin embargo, Huang, que no recibió una comisión como parte de este arreglo, declaró airadamente:

Cuando comenzamos la rebelión, hicimos un gran juramento y hemos recorrido grandes distancias contigo. Ahora, aceptaras este cargo e iras al Ejército de Shence Izquierdo. ¿Qué deberían hacer estos 5000 hombres?

Golpeó a Wang Xianzhi en la cabeza, y los soldados rebeldes también clamaron contra el arreglo. Wang Xianzhi, temiendo la ira de su propio ejército, se volvió contra Pei y saqueó la prefectura de Qi. Sin embargo, después, el ejército rebelde se dividió en dos grupos, con un grupo siguiendo a Wang Xianzhi y Shang Junzhang, y un grupo siguiendo a Huang.

### Derrota de Wang Xianzhi
Posteriormente, Huang Chao recorrió con su ejército todo el centro de China, y su campaña lo llevó a muchos enfrentamientos con las fuerzas Tang:
- En la primavera de 877, Huang capturó la prefectura de Yun (鄆州), la capital de Tianping, matando a Xue Chong, y luego capturó la prefectura de Yi (沂州, en la actual Linyi, Shandong).[4]
- En el verano de 877, unió fuerzas con el hermano de Shang Junzhang, Shang Rang, en el monte Chaya (查牙山, en la actual Zhumadian, Henan). Luego, él y Wang Xianzhi unieron fuerzas brevemente nuevamente y pusieron al general Tang Song Wei (宋威) bajo asedio en la prefectura de Song (宋州, en la actual Shangqiu, Henan). Sin embargo, el general Tang Zhang Zimian (張自勉) llegó y los derrotó, y levantaron el asedio a la prefectura de Song y se dispersaron.[4]
- En el invierno de 877, saqueó las prefecturas de Qi y Huang (黃州, en la actual Wuhan, Hubei). Sin embargo, el general Tang Zeng Yuanyu (曾元裕) lo derrotó y huyó. Pronto capturó Kuangcheng (匡城, en la actual Xinxiang) y la prefectura de Pu (濮州, en la actual Heze).[4]

En la primavera de 878, Huang estaba sitiando la prefectura de Bo (亳州, en la actual Bozhou, Anhui), cuando Wang Xianzhi fue aplastado por Zeng en Huangmei (黃梅, en la actual Huanggang, Hubei) y, posteriormente, asesinado. Shang Rang tomó los restos del ejército de Wang y se unió a Huang en la prefectura de Bo, y le ofreció el título de rey a Huang. Huang, en cambio, reclamó el título de Chongtian Dajiangjun (衝天大將軍, «Generalísimo que carga a los cielos») y cambió el nombre de la era a Wangba, para mostrar la independencia del régimen Tang. Luego volvió a capturar las prefecturas de Yi y Pu, pero también sufrió varias derrotas por parte de las fuerzas Tang. Por lo tanto, escribió al nuevo gobernador militar de Tianping, Zhang Xi (張裼), pidiéndole a Zhang que solicitara una comisión Tang en su nombre. A pedido de Zhang, el emperador Xizong encargó a Huang como general de la guardia imperial, pero le ordenó que se presentara en la prefectura de Yun para desarmarlo antes de que se presentara en la capital, Chang'an. Ante esas condiciones, Huang rechazó la oferta. En cambio, atacó a las prefecturas de Song y Bian (汴州, en la actual Kaifeng, Henan), y luego atacó a Weinan (衞南, en la actual Puyang, Henan), y luego a Ye (葉縣, en la actual Pingdingshan, Henan) y Yangzhai (陽翟, en la actual Xuchang, Henan). El emperador Xizong comisionó tropas de tres circuitos para defender la capital oriental, Luoyang, y además ordenó a Zeng que se dirigiera también a Luoyang. Con las fuerzas Tang concentradas en defender Luoyang, Huang marchó hacia el sur.

### Marcha hacia Lingnan
Huang Chao cruzó el río Yangzi hacia el sur y capturó varias prefecturas: Qian (虔州, en la actual Ganzhou, Jiangxi), Ji (吉州, en la actual Ji'an, Jiangxi), Rao (饒州, en la actual Shangrao, Jiangxi) y Xin (信 州, en la actual Shangrao). En el otoño de 878, se dirigió al noreste y atacó la prefectura de Xuan (宣州, en la actual Xuancheng, Anhui), derrotando a Wang Ning (王凝), el gobernador del circuito de Xuanshe (宣 歙, con sede en la prefectura de Xuan) en Nanling (南陵, en Wuhu, Anhui), pero no pudo capturar la prefectura de Xuan y, por lo tanto, se dirigió hacia el sureste para atacar el circuito de Zhedong (浙東, con sede en la actual Shaoxing, Zhejiang), y luego, a través de una ruta montañosa, el circuito de Fujian (福建, con sede en la actual Fuzhou, Fujian) en el invierno de 878. Sin embargo, durante esta marcha, fue atacado por los oficiales Tang Zhang Lin (張璘) y Liang Zuan (梁纘), quienes eran subordinados de Gao Pian, el gobernador militar del circuito de Zhenhai (鎭海, con sede en la actual Zhenjiang, Jiangsu) y fue derrotado varias veces. Como resultado de estas batallas, varios seguidores de Huang, incluidos Qin Yan, Bi Shiduo, Li Hanzhi y Xu Qing (許勍), se rindieron ante las tropas de Zhenhai. Como resultado, Huang decidió volver hacia el sur, hacia la región de Lingnan.
En este punto, Wang Duo se había ofrecido como voluntario para supervisar las operaciones contra Huang, por lo que Wang fue nombrado comandante general de las operaciones y gobernador militar del circuito de Jingnan (荊南, con sede en la actual Jingzhou, Hubei). En reacción al movimiento de Huang, le encargó a Li Xi (李係) que fuera su comandante adjunto, así como lo nombró gobernador del circuito de Hunan (湖南, con sede en la actual Changsha, Hunan), con el fin de bloquear una posible ruta de regreso hacia el norte para Huang. Mientras tanto, Huang escribió a Cui Qiu (崔璆), el gobernador del circuito de Zhedong y a Li Tiao (李迢), el gobernador militar del circuito este de Lingnan (嶺南東道, con sede en la actual Guangzhou, Guangdong), para pedirles que intercedan por él, ofreciendo someterse a la autoridad imperial Tang si lo nombraban gobernador militar de Tianping. Cui y Li Tiao transmitieron su solicitud, pero el emperador Xizong se negó. Luego, Huang hizo directamente una oferta al emperador Xizong, solicitando ser el gobernador militar este de Lingnan. Sin embargo, bajo la oposición del alto funcionario Yu Cong, el emperador Xizong también se negó, en cambio, por consejo de los cancilleres, ofreciendo convertir a Huang en un general de la guardia imperial. Huang, al recibir la oferta, se indignó por lo que percibió como un insulto. En el otoño de 879, atacó la prefectura de Guang, la capital de Lingnan este, capturándola después de un asedio de un día y tomando cautivo a Li Tiao. Ordenó a Li Tiao que presentara una petición al emperador Xizong en su nombre nuevamente, pero esta vez, Li Tiao se negó, por lo que ejecutó a Li Tiao. Los piratas árabes y persas habían saqueado previamente Guangzhou; posteriormente, el puerto fue cerrado cincuenta años. Como las relaciones posteriores eran bastante tensas, su presencia llegó a su fin durante la masacre llevada a cabo por Huang Chao. Fuentes árabes afirman que las víctimas fueron decenas de miles; sin embargo, las fuentes chinas no mencionan el evento en absoluto. Las arboledas de moreras fueron arruinadas por su ejército.

### Regreso al norte
Sin embargo, como el ejército de Huang Chao estaba en la región de Lingnan, sus soldados sufrieron enfermedades y murieron entre un 30 y un 40% del total. Sus subordinados clave sugirieron que marchara de regreso al norte, y él estuvo de acuerdo. Por lo tanto, hizo balsas en la prefectura de Gui (桂州, en la actual Guilin, Guangxi) y las llevó por el río Xiang, hasta llegar a la capital de Hunan, la prefectura de Tan (潭州, en la actual Changsha, Hunan) en el invierno de 879. Atacó la prefectura de Tan y la capturó en un día, y Li Xi huyó a la prefectura de Lang (朗州, en la actual Changde, Hunan). Shang Rang luego atacó el municipio de Jiangling, la capital de Jingnan, donde estaba Wang Duo. Wang entró en pánico y también huyó, dejando a la ciudad defendida por su oficial Liu Hanhong, pero tan pronto como Wang dejó la ciudad, Liu se amotinó, saqueó la ciudad y tomó a sus soldados para convertirlos en bandidos.
El propio Huang siguió el avance de Xiang y atravesó Jiangling para atacar Xiangyang, la capital del circuito este de Shannan (山南東道). Sin embargo, fue derrotado por las fuerzas conjuntas del gobernador militar de Shannan este, Liu Jurong (劉巨容) y el general imperial Cao Quanzhen (曹全晸), quienes lo persiguieron hasta Jiangling. Sin embargo, Liu, preocupado de que si capturaba a Huang, el gobierno imperial ya no lo valoraría, detuvo la persecución, al igual que Cao. Luego, Huang se dirigió hacia el este y atacó la prefectura E (鄂州, en la actual Wuhan) y saqueó las 15 prefecturas circundantes. Sin embargo, mientras lo hacía, Zhang Lin lo repelió repetidamente. Como resultado de los éxitos de Zhang, el gobierno imperial puso a Gao Pian, superior de Zhang, quien en ese momento había sido transferido al circuito Huainan (淮南, con sede en la actual Yangzhou, Jiangsu), a cargo de las operaciones generales contra Huang, reemplazando a Wang. Muchos circuitos enviaron tropas a Huainan.
Con sus fuerzas derrotadas repetidamente por Zhang y también sufriendo plagas, Huang, entonces estacionado en la prefectura de Xin (信州, en la actual Shangrao), decidió intentar sobornarlo para salir del apuro. Por lo tanto, envió mucho oro a Zhang y escribió cartas para suplicar a Gao, ofreciendo someterse a la autoridad imperial Tang. Gao, que también quería usar el engaño para capturar a Huang, se ofreció a recomendar a Huang como gobernador militar. Además, Gao, para que la victoria sea solo suya, decidió devolver las tropas suplementarias de los circuitos de Zhaoyi (昭義, con sede en la actual Changzhi, Shanxi), Ganhua (感化, con sede en la actual Xuzhou, Jiangsu) y Yiwu (義武, con sede en la actual Baoding, Hebei). Sin embargo, tan pronto como regresó a esas tropas, Huang rompió las negociaciones y desafió a Zhang a una batalla. Gao, enojado, ordenó a Zhang que se involucrara, pero esta vez, Huang derrotó decisivamente a Zhang en la primavera de 880 y lo mató en batalla, lo que provocó que Gao entrara en pánico.
Huang, después de derrotar a Zhang, luego capturó la prefectura de Xuan, y después, en el verano de 880, cruzó el río Yangtze hacia el norte en Caishi (采石, en la actual Ma'anshan, Anhui), y colocó los puestos avanzados de defensa de Huainan en Tianchang (天長, en la actual Chuzhou, Anhui) y Liuhe (六合, en la actual Nankín, Jiangsu) bajo asedio, no lejos de la sede de Gao en la prefectura de Yang (揚州). Bi Shiduo, que entonces se desempeñaba como oficial bajo Gao, sugirió que Gao contratara a Huang, pero esté estaba aterrorizado de involucrar a Huang después de la muerte de Zhang, y en su lugar envió solicitudes urgentes de ayuda al gobierno imperial. El gobierno imperial, que había esperado que Gao tuviera éxito en detener a Huang, estaba muy decepcionado y presa del pánico. El emperador Xizong ordenó que los circuitos al sur del río Amarillo enviaran tropas al río Yin (溵水, una rama importante del río Shaying) para bloquear el avance de Huang, y también envió a Cao y Qi Kerang, el gobernador militar del circuito de Taining (泰寧, con sede en la actual Jining, Shandong) para interceptar a Huang. Sin embargo, a Cao solo se le dieron 6000 hombres, y aunque luchó duro, finalmente no pudo detener a los 150 000 hombres de Huang.
En este punto, un motín entre los ejércitos imperiales puso fin a cualquier resistencia imperial en el río Yin. Esto ocurrió cuando unos 3000 soldados de Ganhua se dirigían al río Yin para participar en las operaciones de defensa allí, y pasaron por la prefectura de Xu (許州, en la actual Xuchang), la capital del circuito de Zhongwu (忠武). A pesar de la reputación de falta de disciplina de los soldados de Ganhua, Xue Neng (薛能), el gobernador militar de Zhongwu, debido a que había sido el gobernador militar de Ganhua antes, creía que le obedecerían, por lo que les permitió quedarse en la ciudad. Pero esa noche, los soldados de Ganhua se amotinaron por lo que percibieron como la falta de suministros que les habían dado. Xue se reunió con ellos y los calmó, pero esto a su vez hizo que los soldados de Zhongwu y la población de la prefectura de Xu se enojaran por su trato indulgente con ellos. El oficial de Zhongwu, Zhou Ji, quien entonces llevó a los soldados de Zhongwu hacia el río Yin, dio la vuelta a su ejército y atacó y masacró a los soldados de Ganhua. Sus soldados también mataron a Xue y a la familia de Xue. Entonces Zhou se declaró gobernador militar. Qi, preocupado de que Zhou lo atacara, se retiró del área y regresó al circuito de Taining. En respuesta, las tropas que otros circuitos habían estacionado en el río Yin se dispersaron, dejando el camino abierto para Huang. Así, Huang cruzó el río Huai hacia el norte, y se dijo que a partir de este punto, el ejército de Huang dejó de saquear para obtener riquezas, pero obligó a más hombres jóvenes a ingresar al ejército para aumentar su fuerza.

### Captura de Luoyang y Chang'an
Cuando comenzó el invierno de 880, Huang Chao se dirigió hacia Luoyang y Chang'an, y emitió una declaración de que su objetivo era capturar al emperador Xizong para que respondiera por sus crímenes. Qi Kerang fue puesto a cargo de hacer un último intento para evitar que Huang llegara a Luoyang. Mientras tanto, sin embargo, los cancilleres Doulu Zhuan y Cui Hang, creyendo que las fuerzas imperiales no podrían evitar que Huang llegara a Luoyang y Chang'an, sugirieron que el emperador Xizong se preparara para huir al circuito de Xichuan (西川, con sede en la actual Chengdu, Sichuan), donde Chen Jingxuan, hermano del poderoso eunuco Tian Lingzi, era gobernador militar. El emperador Xizong, sin embargo, también quería hacer un último intento para defender el paso de Tong, entre Luoyang y Chang'an, y por lo tanto envió a los oficiales del ejército imperial de Shence (神策軍) Zhang Chengfan (張承範), Wang Shihui (王師會), y Zhao Ke (趙珂) —cuyos soldados estaban mal entrenados y mal equipados, ya que las familias de los soldados del ejército de Shence eran en gran parte ricas y podían pagar a los pobres y a los enfermos para que los reemplazaran— para tratar de defenderlo. Mientras tanto, Luoyang cayó rápidamente, y Qi también se retiró al paso de Tong, y presentó una petición de emergencia indicando que sus tropas estaban fatigadas, hambrientas y sin suministros, sin una aparente respuesta imperial.
Huang luego atacó el paso de Tong. Qi y Zhang inicialmente resistieron con sus fuerzas durante más de un día, pero a partir de entonces, las tropas de Qi, hambrientas y cansadas, se dispersaron y huyeron. Los últimos intentos de Zhang de defender el paso de Tong fueron inútiles, y esté cayó. Mientras tanto, Tian había reclutado a algunos soldados nuevos, que también estaban mal entrenados pero relativamente bien equipados, y los envió al frente, pero cuando llegaron allí, el paso de Tong ya había caído, y las tropas del ejército de los Boye (博野軍) y el circuito de Fengxiang (鳳翔, con sede en la actual Baoji, Shaanxi), también enviados al frente para tratar de ayudar a Zhang, se frustraron al ver el buen equipo (incluida la ropa de abrigo) que tenían los nuevos soldados de Tian, y se amotinaron, en lugar de servir como guías para las fuerzas de Huang. El emperador Xizong y Tian abandonaron Chang'an y huyeron hacia el circuito de Xichuan el 8 de enero de 881. Más tarde ese día, el comandante de avanzada de Huang, Chai Cun (柴存), entró en Chang'an, y el general Zhang Zhifang le dio la bienvenida a Huang a la capital. Shang Rang emitió una declaración proclamando el amor de Huang por la gente e instando a que continuaran con sus asuntos diarios, pero a pesar de la garantía de Shang de que se respetarían las propiedades de la gente, los soldados de Huang saquearon la capital más de una vez. El mismo Huang vivió brevemente en la mansión de Tian y se mudó al palacio Tang varios días después. También ordenó que los miembros del clan imperial Tang fueran masacrados.

## Como emperador de Qi

### Alrededor de Chang'an
Huang Chao luego se mudó al palacio Tang y se declaró a sí mismo el emperador del nuevo estado de Qi. Hizo a su esposa Lady Cao emperatriz, mientras que Shang Rang, Zhao Zhang (趙璋) y los funcionarios Tang Cui Qiu (崔璆) y Yang Xigu (楊希古) fueron cancilleres. Inicialmente, Huang intentó simplemente asumir el mandato imperial Tang, ya que ordenó que los funcionarios imperiales Tang de cuarto rango o menos (en el sistema de nueve rangos de Tang) continuaran en el cargo, siempre que mostraran sumisión al registrarse con Zhao, eliminando solo a los oficiales de tercer rango o superiores. Los funcionarios Tang que no se sometieron fueron ejecutados en masa. Huang también trató de persuadir a los generales Tang en todos los circuitos para que se sometieran a él, y un buen número de ellos lo hizo, incluidos Zhuge Shuang (諸葛爽), a quien nombró gobernador militar del circuito de Heyang (河陽, con sede en la actual Jiaozuo, Henan); Wang Jingwu, gobernador militar del circuito de Pinglu (平盧, con sede en la actual Weifang, Shandong); Wang Chongrong, gobernador militar del circuito de Hezhong (河中, con sede en la actual Yuncheng, Shanxi); y Zhou Ji, gobernador militar del circuito de Zhongwu, aunque cada uno de esos generales finalmente volverían a declarar su lealtad a los Tang. También trató de persuadir al excanciller de Tang, Zheng Tian, el gobernador militar del cercano circuito de Fengxiang (鳳翔, con sede en la actual Baoji, Shaanxi), para someterse, pero Zheng se resistió, y cuando envió a Shang y Wang Bo (王播) para intentar capturar Fengxiang, Zheng derrotó a las fuerzas de Qi que envió en la primavera de 881.
A la luz de la victoria de Zheng sobre las fuerzas de Qi, las fuerzas de Tang de varios circuitos, incluidos Zheng y su aliado Tang Hongfu (唐弘夫), Wang Chongrong (que se había vuelto contra Qi en este punto y volvió a declarar su lealtad a Tang), Wang Chucun, el gobernador militar del circuito de Yiwu, y Tuoba Sigong, gobernador militar del circuito de Xiasui (夏綏, con sede en la actual Yulin, Shaanxi), convergieron en Chang'an en el verano de 881, con la esperanza de capturarla rápidamente. Con la gente de Chang'an librando una guerra callejera contra las fuerzas de Qi, Huang se retiró de la ciudad, pero cuando las fuerzas de Tang entraron en Chang'an, perdieron la disciplina y se empantanaron en el saqueo de la ciudad. Las fuerzas de Qi luego contraatacaron y los derrotaron, matando a Cheng Zongchu (程宗楚), el gobernador militar del circuito de Jingyuan (涇原, con sede en la actual Pingliang, Gansu) y Tang Hongfu, y obligando a los otros generales Tang a retirarse de la ciudad. Huang volvió a entrar en Chang'an y, enojado con la gente de Chang'an por ayudar a las fuerzas Tang, llevó a cabo masacres contra la población. Con Zheng posteriormente obligado a huir de Fengxiang debido a un motín de su oficial Li Changyan, las fuerzas de Tang en la región se descoordinaron y no hicieron otro intento de recuperar Chang'an durante algún tiempo.
En la primavera de 882, el emperador Xizong, entonces en Chengdu, encargó a Wang Duo que supervisara las operaciones contra Qi, y Wang se ubicó en el templo de Lingam (靈感寺, en la actual Weinan, Shaanxi). Con Wang supervisando las operaciones, las fuerzas Tang comenzaron a converger nuevamente en el área del perímetro de Chang'an, y las zonas controladas por las fuerzas Qi se limitaron a Chang'an y sus alrededores inmediatos, así como a las prefecturas de Tong (同州) y Hua (華州, ambas en la actual Weinan). Con la agricultura completamente interrumpida por la guerra, se desarrolló una hambruna en la región, de modo que tanto las fuerzas de Tang como las de Qi recurrieron al canibalismo. Para el otoño de 882, el general de Qi Zhu Wen, a cargo de la prefectura de Tong, se había vuelto incapaz de soportar la presión de los Tang y se rindió. En el invierno de 882, la prefectura de Hua también se rindió a Tang bajo el liderazgo del oficial Wang Yu (王遇), limitando el territorio Qi a Chang'an.
Sin embargo, las fuerzas de Tang todavía no estaban haciendo un verdadero intento de recuperar Chang'an en este punto. El general Li Keyong, de la etnia shatuo, que había sido un renegado de Tang durante años pero que, para entonces, se ofreció a atacar a los Qi en nombre de los Tang, llegó a la prefectura de Tong en el invierno de 882 para unirse a las otras fuerzas de Tang. En la primavera de 883, Li Keyong y los otros generales Tang derrotaron a una fuerza mayor de Qi (150 000 hombres) comandada por Shang y se acercaron a Chang'an. En el verano de 883, Li Keyong entró en Chang'an y Huang no pudo resistirlo, por lo que abandonó a Chang'an para huir hacia el este. Con las fuerzas de Tang nuevamente dedicadas al saquear la ciudad, no pudieron perseguir a Huang, y Huang pudo huir hacia el este sin ser detenido.

### Marcha de regreso al este y muerte
Huang Chao se dirigió hacia el circuito de Fengguo (奉國, con sede en la actual Zhumadian) e hizo que su general Meng Kai (孟楷) atacara la prefectura de Cai, la capital de Fengguo. El gobernador militar de Fengguo, Qin Zongquan, fue derrotado por Meng y reaccionó abriendo las puertas de la ciudad, sometiéndose a Huang y uniéndose a las fuerzas de Huang. Meng, después de derrotar a Qin, atacó la prefectura de Chen (陳州, en la actual Zhoukou, Henan), pero fue sorprendido por un contraataque de Zhao Chou, el prefecto de la prefectura de Chen, y murió en la batalla. Enfurecido por la muerte de Meng, Huang lideró sus fuerzas y las de Qin y sitió la prefectura de Chen, pero no pudo capturarla a pesar de un asedio de casi 300 días. Con su ejército escaso de suministros de alimentos, les permitió vagar por el campo cercano, apoderándose de humanos y usándolos como alimento.
Mientras tanto, en la primavera de 884, por temor a convertirse en el próximo objetivo de Huang, Zhou Ji, Shi Pu, el gobernador militar del circuito de Ganhua, y Zhu Wen (cuyo nombre había sido cambiado a Zhu Quanzhong en ese momento), el gobernador militar Tang del circuito de Xuanwu (宣武, con sede en la actual Kaifeng, Henan), buscó conjuntamente la ayuda de Li Keyong, quien había sido nombrado gobernador militar del circuito de Hedong (河東, con sede en la actual Taiyuan, Shanxi). Li Keyong se dirigió al sur para ayudarlos. Después de que Li Keyong uniera fuerzas con los enviados por Zhou, Zhu, Shi y Qi Kerang, atacaron y derrotaron a Shang Rang en Taikang (太康, en la actual Zhoukou) y a Huang Siye en Xihua (西華, también en la actual Zhoukou). Huang Chao, con miedo, levantó el asedio a Chen y se retiró. Con sus campamentos destruidos por una inundación, Huang Chao decidió dirigirse hacia la prefectura de Bian, la capital de Xuanwu. Si bien Zhu pudo repeler los ataques iniciales de Huang, buscó ayuda de emergencia de Li Keyong. Li Keyong, al atrapar a Huang cuando estaba a punto de cruzar el río Amarillo hacia el norte, lanzó un ataque en el cruce de Wangman (王滿渡, en la actual Zhengzhou, Henan) y aplastó a su ejército. Shang se rindió a Shi, mientras que un gran número de otros generales se rindieron a Zhu. Li Keyong lo persiguió y Huang huyó hacia el este. Durante la persecución, el hijo menor de Huang fue capturado por Li Keyong. Sin embargo, el ejército de Li Keyong se agotó durante la persecución, interrumpió la persecución y regresó a la prefectura de Bian.
Huang se dirigió hacia la prefectura de Yan, la capital de Taining. El oficial de Shi Pu, Li Shiyue (李師悅), junto con Shang, se enfrentó a Huang en la prefectura de Yan y lo derrotó, aniquilando a casi todo el resto de su ejército, y huyó al valle de Langhu (狼虎谷, en la actual Laiwu, Shandong). El 13 de julio de 884, el sobrino de Huang, Lin Yan (林言), mató a Huang, a sus hermanos, a su esposa y a sus hijos, y tomó sus cabezas para prepararse para rendirse ante Shi. En su camino al campamento de Shi, sin embargo, se encontró con los irregulares del ejército de Shatuo y Boye, quienes también lo mataron y se llevaron las cabezas para presentárselas a Shi. Por otro lado, de acuerdo con un relato alternativo en el Nuevo Libro de Tang, Huang, creyendo que era la única forma en que cualquiera de su ejército podría salvarse, se suicidó después de ordenarle a Lin que se rindiera presentando su cabeza.

### Teoría del posible escape
Algunos especulan que Lin Yan llevando las supuestas cabezas de Huang Chao y de otros a Shi Pu fue solo un señuelo para permitir que el verdadero Huang Chao escape. Se observó que el valle de Langhu estaba a más de 500 li o 3 o 4 días a caballo desde el campamento de Shi en la prefectura de Xu, y la descomposición ya se habría producido durante el caluroso verano para hacer que los rostros fueran irreconocibles. Además, Huang Chao tenía varios hermanos siguiéndolo, y probablemente se parecían entre sí.
Las leyendas populares durante el período subsiguiente de las cinco dinastías y los diez reinos afirman que Huang se convirtió en monje budista después de su fuga. El erudito de la dinastía Song Wang Mingqing (王明清), por ejemplo, alegó en su libro Huizhu Lu: «Cuando Zhang Quanyi era el alcalde (留守) de la capital occidental (es decir, Luoyang), reconoció a Huang Chao entre los monjes.»

## Poesía
Escribió algunos poemas líricos que siempre expresaban ira y violencia. Una de esas líneas dice: «La capital está llena de soldados con armadura dorada» (滿城盡帶黃金甲).
Este poema se utilizó para describir sus preparativos para la rebelión con un espíritu airado. Más tarde, esta frase se usó para el nombre chino de la película de 2006 La maldición de la flor dorada. El emperador Hongwu, fundador de la dinastía Ming (1368-1644), escribió un poema similar.

## Legado
Aunque Huang Chao fue uno de los muchos líderes rebeldes en la historia de China, el impacto de su rebelión se puede comparar con la Rebelión Taiping o la Rebelión de los Turbantes Amarillos. La rebelión de Huang Chao debilitó enormemente al poder Tang y eventualmente condujo a la desaparición de la dinastía Tang en 907, por parte del antiguo seguidor de Huang Chao, Zhu Wen, cuando usurpó el trono del emperador Ai de Tang e inició varias décadas de guerra civil llamado el periodo de las cinco dinastías y diez reinos.